# Бьорнстерне Бьорнсон
Бьо̀рнстерне Мартинус Бьо̀рнсон (на норвежки: Bjørnstjerne Martinus Bjørnson) е норвежки писател, журналист и общественик.

## Биография и творчество
Роден е в Квикне, откъснато селище в Норвегия. Баща му е лутерански пастор и Бьорнсон от малък има достъп до разнообразна литература. Още в детските си години той започва да пише стихотворения. През 1852 г. се записва в университета в Осло, но след като на следващата година достига пълнолетие, изоставя университета и започва да се занимава с обществена дейност, театър и литература.
Критиките му бързо си спечелват уважение и през следващите години се появяват на страниците на различни вестници и списания. Бьорнсон пише както литературни, така и театрални рецензии. През 1854 г. е назначен за театрален критик във в. „Моргенблае“. През следващите години редактира няколко различни вестника и списания, в част от които публикува и свои произведения и критики.
В периода 1857—1859 г. Бьорнсон е директор на норвежкия театър в Берген. За това време написва ред стихотворения, романи и пиеси и се изявява като главен редактор на вестника в Берген. През 1859 г. пише стихотворението „Ja, vi elsker dette landet“ („Да, ние обичаме тази страна“), което впоследствие става текст на националния химн на Норвегия.
От 1865 до 1867 г. Бьорнстерне Бьорнсон е директор на Националния театър в град Осло. През 60-те години на 19 век пише множество стихотворения, както и няколко романа. През 1870-те неговите произведения са повлияни от теориите на Чарлз Дарвин, Иполит Тен и други, в тях личи явна социална насоченост. Подобни са творбите му и през 1880-те, когато пише пиеси, в които разглежда някои от основните обществени проблеми на своето време. В последните 10 години на века Бьорнсон обръща голямо внимание на политиката в творчеството си. Изявява се като борец за мир и граждански права.
През 1903 г. Бьорнстерне Бьорнсон получава Нобелова награда за литература.